# Комуністичеський
Комуністи́чеський (рос. Коммунистический) — селище міського типу у складі Совєтського району Ханти-Мансійського автономного округу Тюменської області, Росія. Адміністративний центр та єдиний населений пункт Комуністичеського міського поселення.
Населення — 2019 осіб (2017, 2423 у 2010, 2638 у 2002).
Стара назва — Самза.